# Bundesstraße 18
Die Bundesstraße 18 (Abkürzung: B 18) war eine Bundesstraße in Deutschland. Sie führte von Lindau über Leutkirch im Allgäu, Memmingen und Mindelheim bis nach Buchloe. Durch die sukzessive Fertigstellung der Bundesautobahn 96 (A 96) wurde die B 18 zur Autobahn ausgebaut oder zu Landes- bzw. Kreisstraßen umgewidmet. Die B 18 hatte zuletzt eine Länge von zirka 22 Kilometern.

## Verlauf
Die B 18 begann nördlich von Rothkreuz nahe Lindau an der B 12 und verlief zunächst in nördlicher Richtung, unterquerte die A 96 und führte in nordöstlicher Richtung nach Wangen im Allgäu. An der AS Wangen-Nord (6) traf sie auf die A 96. Zwischen AS Wangen-Nord (6) und AS Leutkirch-Süd (8) war die Bundesstraße durch die Autobahn ersetzt. Ab Leutkirch Süd führte die Bundesstraße weiter in nordöstlicher Richtung durch Leutkirch im Allgäu und endete an der AS Aichstetten (10) der A 96. Mittlerweile wurde die Bundesstraße 18 vollständig durch die A 96 ersetzt.

### Gebietskörperschaften
- Freistaat Bayern
  - Landkreis Lindau (Bodensee)
    - Lindau (Bodensee)
- Bundesland Baden-Württemberg
  - Landkreis Ravensburg
    - Wangen im Allgäu, Kißlegg, Leutkirch im Allgäu, Aichstetten

## Geschichte

### Frühere Strecken und Bezeichnungen
Die Bundesstraße 18 ging 1949 aus der Reichsstraße 18 hervor. Die Reichsstraßen wurden 1934 einheitlich für das Deutsche Reich festgelegt. Nach 1934 wurde die R 18 auf Drängen der Memminger Parteiführung zu einer modernen Autostraße ausgebaut.
Die Trasse der B 18 war 1949 bedeutend länger. Sie begann nördlich von Rothkreuz nahe Lindau an der B 12 und führte zunächst in nordöstlicher Richtung über Wangen im Allgäu und Leutkirch im Allgäu nach Memmingen. Von dort ging es in östlicher Richtung weiter über Erkheim, Mindelheim und Türkheim nach Buchloe und endete östlich in der B 12. Die Gesamtlänge betrug damals zirka 140 Kilometer.
Bereits in den 1930er Jahren war eine Autobahn von Lindau nach München geplant. Sie sollte allerdings über Kempten und südlich des Ammer- und Starnberger See verlaufen. Die Planungen nach dem Krieg sahen die Verbindung nach München über die Voralpenautobahn (A 98) und die A 95 vor.
Die A 96 war nur bis Memmingen als Anbindung nach Würzburg geplant. Dies ist heute noch an der A 7 am Autobahnkreuz Memmingen (12) zu erkennen. Als 1980 die Planungen der A 98 aufgrund der enormen Kosten, des nicht ausreichend nachweisbaren Bedarfes und fehlender Akzeptanz aufgegeben wurden, ist der Ausbau der Strecke zwischen Memmingen und München vorangetrieben worden.

### Ersetzungen
Auf folgenden Strecken ersetzte die A 96 die B 18:
- 1980: AS Sigmarszell (3) – Esseratsweiler
- 1990: Esseratsweiler – AS Wangen-Nord (6)
- 1990: AS Aitrach (11) – AS Memmingen-Ost (14)
- 1991: AS Aichstetten (10) – AS Aitrach (11)
- 1994: AS Leutkirch-Süd (8) – AS Aichstetten (10)
- 1994: AS Erkheim (16) – AS Bad Wörishofen (20)
- 2000: AS Gebrazhofen – AS Leutkirch-Süd (8)
- 2002: AS Bad Wörishofen (20) – AS Jengen/Kaufbeuren (22)
- 2006: AS Holzgünz (15) – AS Erkheim (16)
- 2007: AS Memmingen-Ost (14) – AS Holzgünz (15)
- 2009: AS Wangen-Nord (6) – AS Leutkirch-Süd (8)[3]

Bereits vorab wurden einige Teilabschnitte der A 96 freigegeben und als B 18(a) gewidmet:
- 1978 einbahnig: AS Aitrach (11) – AK Memmingen (12)
- 1983 einbahnig: AK Memmingen (12) – AS Memmingen-Ost (14)
- 1988 einbahnig: Esseratsweiler – Baind
- 1990 autobahnähnlich: Kirchdorf – AS Bad Wörishofen (20)
- 1993 einbahnig: AS Leutkirch-Süd (8) – AS Aichstetten (10)
- 1999 einbahnig: Gebrazhofen – Leutkirch-Süd (8)

### Weiterer Ausbau
Ein weiterer Ausbau der Bundesstraße fand nicht statt. Die verbleibenden restlichen Teilstrecken der B 18 wurden zu Staats-, Land-, Kreis- bzw. Gemeindestraßen herabgestuft. Damit endete die Existenz der Bundesstraße.

## Trivia
Die B18 ging 1963 in die Fernsehgeschichte ein: In der ersten Folge ("Fünf Fotos") der ZDF-Kriminalserie Das Kriminalmuseum diente sie dem Täter als vergeblicher Fluchtweg aus München in die Schweiz.